# Георгіос Караїскакіс (стадіон)
Гео́ргіос Караїска́кіс (грец. Γήπεδο Γεώργιος Καραϊσκάκης) — стадіон у місті Пірей, Греція. Домашня арена футбольного клубу «Олімпіакос, Пірей». Названий на честь Георгіоса Караіскакіса, героя війни за незалежність Греції, який був смертельно поранений в цій місцевості.

## Історія
Стадіон відкритий 1896 року і вперше був використаний під час літніх Олімпійських ігор 1896 року, але як велодром, де француз Поль Массон здобув три золотих медалі у велоспорті.
Реконструйований вперше у 1964 році. 
10 жовтня 1974 тут відбувся публічний концерт композитора Мікіса Теодоракіса на честь закінчення військової диктатури в Греції (1967–1974).

### Трагедія Караїскакіса
21 вболівальник «Олімпіакоса» загинув на «7 секторі» (грец. Θύρα 7) стадіону після матчу між «Олімпіакосом» і АЕКом, що завершився з рахунком 6-0, 8 лютого 1981 року. На згадку про цю подію на частині трибуні, де в наш час[коли?] є 7 сектор, деякі сидіння замість червоного кольору зробили чорними, формуючи цифру «7». Крім того, на східній стороні стадіону є пам'ятник, на якому написані імена всіх 21 прихильників, яких було вбито в той день на стадіоні.

### Сучасний стадіон

зовнішній вигляд стадіону

Після останньої угоди, заключеної в 1998 році, «Олімпіакос» орендує стадіон з 2003 до 2052 року і традиційно маркується як частина структури клубу. 2002 року президент «Олімпіакоса» Сократіс Коккаліс на презентації проєкту нового Караїскакісу сказав: «Це наше бажання, щоб новий стадіон також використовувався і клубом Етнікос, тому що Караїскакіс є історичною домівкою для обох клубів». Тому у договорі, підписаному Національним олімпійським комітетом Греції, господарем стадіону, і «Олімпіакосом» було включено пункт про те, що якщо "Етнікос" хотіли б повернутися на стадіон, то вони можуть зробити це без будь-яких значних витрат, тому що їх покриє «Олімпіакос».
У 2003–2004 роках за 14 місяців старий стадіон було знесено і побудовано новий на 33 334 місця для футбольних матчів на літніх Олімпійських іграх 2004 року.

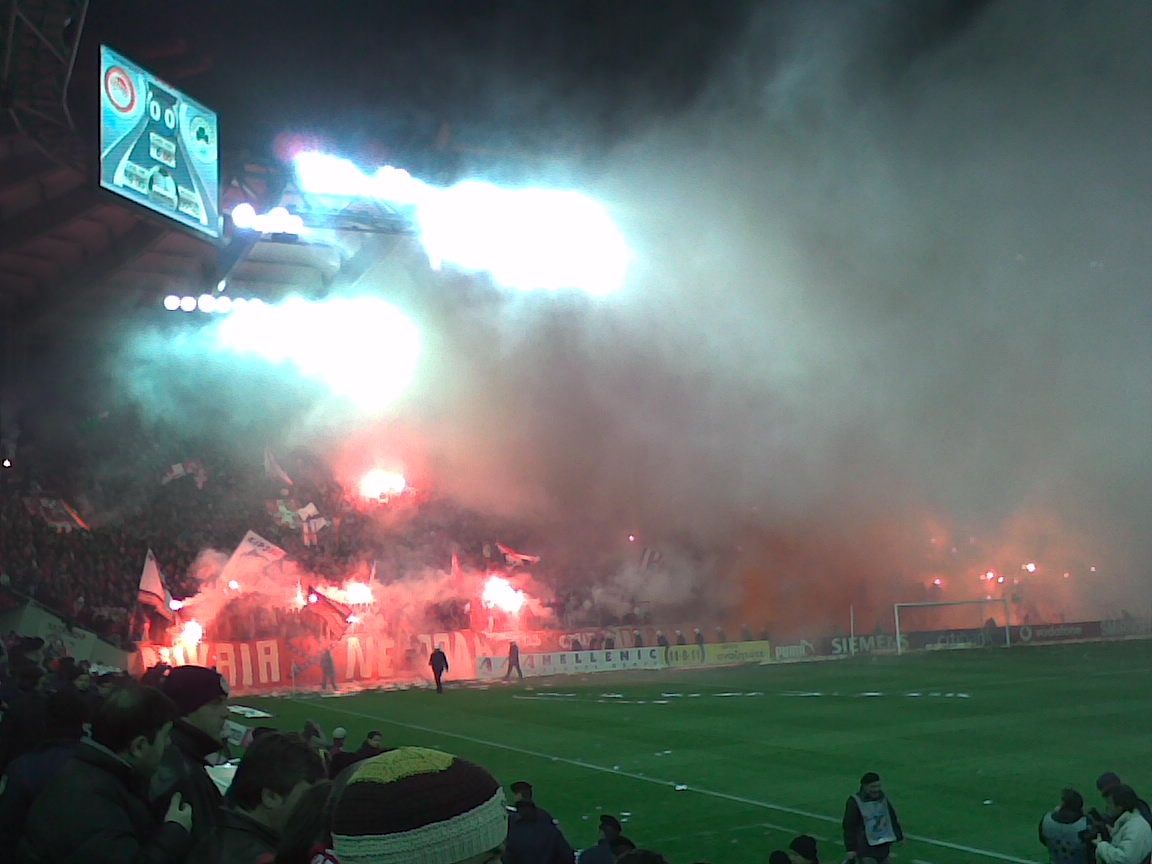
Вид на 7 сектор Караїскакіса перед найбільшим дербі Греції: Олімпіакос — Панатінаїкос, 15 січня 2006 року

У червні 2005 року Караїскакіс побудував кінотеатр (Cine Karaiskakis) з екраном, що становить 20 м в довжину і 10 м в ширину, і працює у будні з 9 до 11 вечора за місцевим часом, а у вихідні ще довше. Першим кінофільмом, який показав цей кінотеатр, став «Бетмен: Початок».

## Продажі
Продаж квитків на цьому стадіоні в середньому вище, ніж у будь-якій іншій команді в останні десятиліття в історії Суперліги Греції. Рідко вони опускались нижче 25000 квитків за один матч.

## Інфраструктура

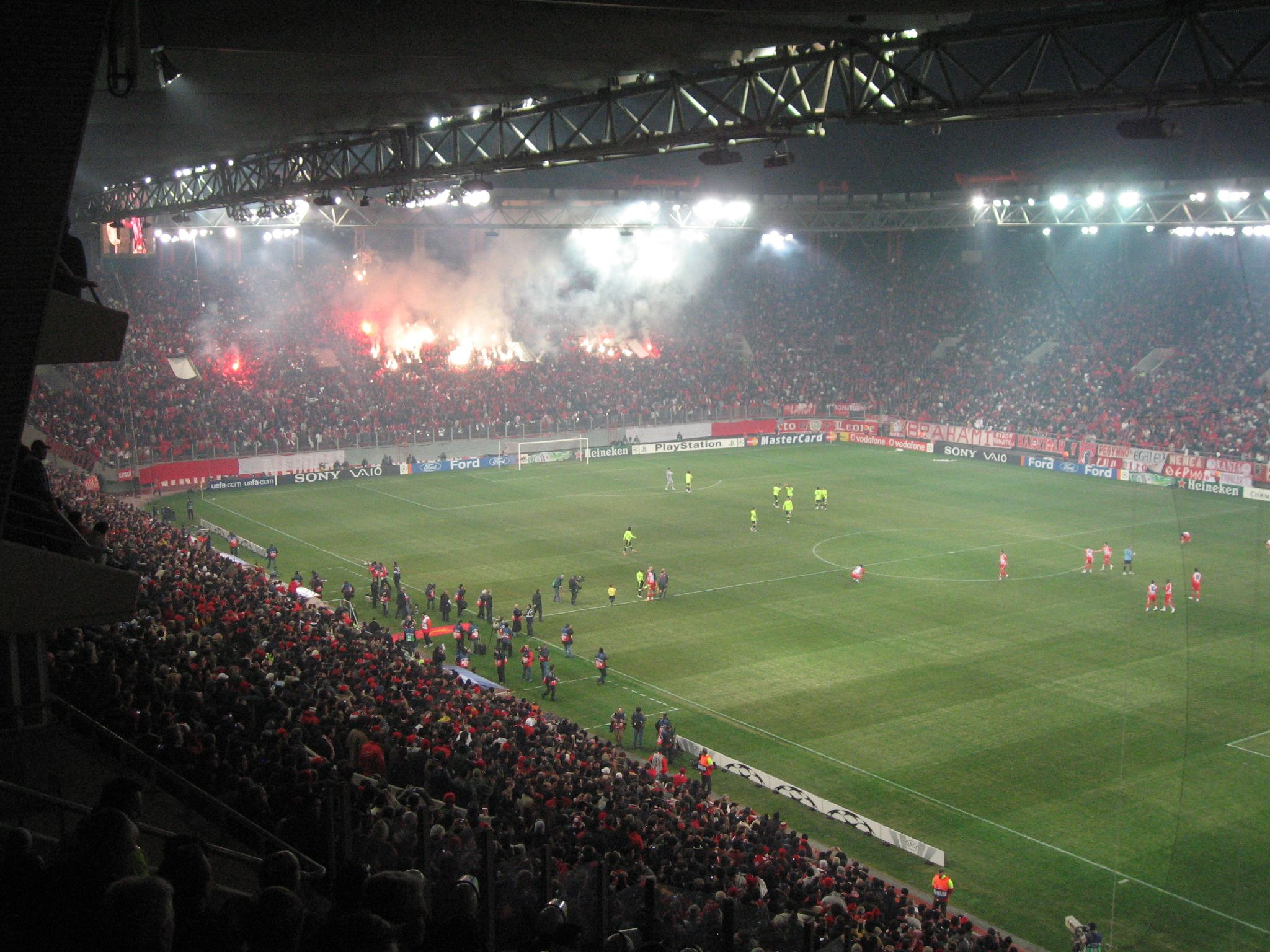
Караїскакіс

Караїскакіс належить до числа 13 4-зіркових футбольних стадіонів під егідою УЄФА, що дозволяє їм проводити фінал Ліги чемпіонів. Він має 40 VIP-залів і апартаментів, які можуть вмістити до 472 осіб, залу для пресконференцій, яка вміщує до 130 осіб, 200 місць для преси та засобів масової інформації. Стадіон також має торговий центр з ресторанами, кафе, дрібними магазинчиками та магазином атрибутики, фітнес-залом і музеєм, присвяченим історії «Олімпіакоса». Існують 10 механічних станцій по всьому стадіону, що роздруковують квитки для тих, хто забронював їх через інтернет або телефоном. Крім того, є великий майданчик для паркування, який може вмістити до 2500 автомобілів без додаткової оплати. Завдяки своїм сучасним плануванням трибуни мають можливість протягом всього 7 хвилин випустити назовні всіх вболівальників.

## Розташування
Стадіон знаходиться в 20 хвилинах від центру міста біля станції метро «Фаліро» і трамваю. Також біля стадіону знаходиться порт.